# Homeworld
Homeworld és un videojoc d'estratègia en temps real, desenvolupat per Relic Entertainment, publicat el 1999 per Sierra Entertainment. És ben conegut pels seus moviments completament tridimensionals, la seva sorprenent banda sonora i la seva robusta història.

## Seqüeles
El setembre de 2000, Barking Dog Studios va llançar una expansió independent o pseudo-seqüela anomenada Homeworld: Cataclysm. Aquesta té lloc 15 anys després de la tornada al planeta natal, i la història se centra en Kiith Somtaaw, i les seves lluites per protegir la galàxia i a Hiigara d'una poderosa entitat paràsita anomenada La Bèstia.
Una seqüela, Homeworld 2, va ser llançada el 2003. En el joc els Hiigarians (els Kushans establerts a Hiigara) havien de defensar el seu planeta dels Vaygr, una poderosa raça nòmada.
Relic va llançar el codi font de Homeworld el 2003, el que va permetre versions no oficials del joc per a altres plataformes, com Linux i Mac OS X.

## Recepció
Homeworld va ser aprovat amb les més altes puntuacions en moltes comunitats de videojocs, i va guanyar molts premis, inclòs el "Premi del joc de l'any d'IGN". El joc va ser elogiat pels seus efectes, el seu motor gràfic, les grans batalles, la seva apropiada banda sonora, el seu complet argument i la seva revolucionària interfície 3D.

### Premis
- E³ 1999 Game Critics Awards: Millor Joc d'Estratègia.
- IGN 1999 Joc de l'Any.
- PC Gamer 1999 Joc de l'Any.